# Norton (Ohio)
Norton é uma cidade localizada no estado norte-americano de Ohio, no Condado de Summit e Condado de Wayne.

## Demografia
Segundo o censo norte-americano de 2000, a sua população era de 11.523 habitantes.
Em 2006, foi estimada uma população de 11.549, um aumento de 26 (0.2%).

## Geografia
De acordo com o United States Census Bureau tem uma área de
53,0 km², dos quais 52,1 km² cobertos por terra e 0,9 km² cobertos por água.

## Localidades na vizinhança
O diagrama seguinte representa as localidades num raio de 12 km ao redor de Norton.